# Thienemanniella brevidensi
Thienemanniella brevidensi är en tvåvingeart som beskrevs av Sahin 1987. Thienemanniella brevidensi ingår i släktet Thienemanniella och familjen fjädermyggor.
Artens utbredningsområde är Turkiet. Inga underarter finns listade i Catalogue of Life.